# Microdon waterhousei
Microdon waterhousei är en tvåvingeart som beskrevs av Ferguson 1926. Microdon waterhousei ingår i släktet myrblomflugor, och familjen blomflugor. Inga underarter finns listade i Catalogue of Life.